# Diemenomyia bulbosa
Diemenomyia bulbosa är en tvåvingeart. Diemenomyia bulbosa ingår i släktet Diemenomyia och familjen småharkrankar.

## Underarter
Arten delas in i följande underarter:
- D. b. bulbosa
- D. b. multifida
- D. b. temeraria